# スポンギフォルマ・スクァレパンツィ
スポンギフォルマ・スクァレパンツィ（Spongiforma squarepantsii）は、イグチ科に属する菌類の一種。マレーシアで発見され、2011年に新種として認められた。

## 概要
主な特徴としてはスポンジに似た形状のオレンジ色の子実体を生成することが挙げられる。子実体はフルーツのような香りまたは麝香の香りを持っている。また、子実体はゴム状で幅は10 cm前後、高さは7 cm前後にまで成長する。また、スポンジのように、つぶしても元の形に戻ることも特徴に挙げられる。
スポンジのくぼみの表面に生成される胞子は、表面が粗いアーモンドに似た形をしており、およそ10〜12.5μm×6〜7μm程の大きさがある。真菌の名前は、ニコロデオンのアニメ「スポンジ・ボブ」の主人公である「スポンジボブ・スクエアパンツ」に由来する。
スポンギフォルマ・スクァレパンツィはスポンギフォルマ属に属する2つの菌類のうち1つである。もう一方の種であるスポンギフォルマ・タイランディカとは色や匂い、胞子の構造が異なる。

## 発見と分類

マレーシアのサラワク州の地図

この種は、2011年5月に、アメリカの菌類学者であるデニス・E・デジャルダンとカビー・ルピー、トーマス・ブルンスらによって執筆された雑誌Mycologiaにオンラインで最初に科学的に記載された。この説明は、マレーシアのボルネオ島北部のサラワク州にあるランビルヒルズ国立公園で2010年にブランズによって収集された2つの標本に基づいている。
この種は2010年に、ランビルヒルズのフタバガキ科の熱帯雨林における外生菌根キノコの研究で最初に文献に登場したが、この出版物には正式には記載されていなかった。その珍しい形のために、デニス・E・デジャルダンと同僚は新しい種が担子菌または子嚢菌の類の物であるかどうか最初は不確かであったとした。さらなる分析により、この種は2009年にタイのフタバガキ林から見つかった新種の菌類であるスポンギフォルマ属と一致している事が示された。これは、リボソームDNAの一致が見られたためである。
属名の「スポンギフォルマ」は子実体のスポンジのような性質を指し、種の名前である「スクァレパンツィ」は、有名なニコロデオンのアニメキャラクター「スポンジ・ボブ」に由来する。「スクァレパンツィ (Squarepantsii)」は、スポンジ・ボブのファミリーネームである「スクエアパンツ (SquarePants)」のラテン語化である。
著者らは「スポンジ・ボブの形状はこの菌類にとても似ている」とした他、走査型電子顕微鏡でこの菌類を見た場合、胞子を含んでいるヒメニウムの表面「スポンジ・ボブの架空の家を彷彿とさせるチューブスポンジで覆われた海底にいくぶん似ている」と述べている。
元々、種の名前は「くだらない」としてMycologiaの編集者によって拒否されたが、デニス・E・デジャルダンと同僚は「好きな名前を付けることができる」と主張した。

## 説明

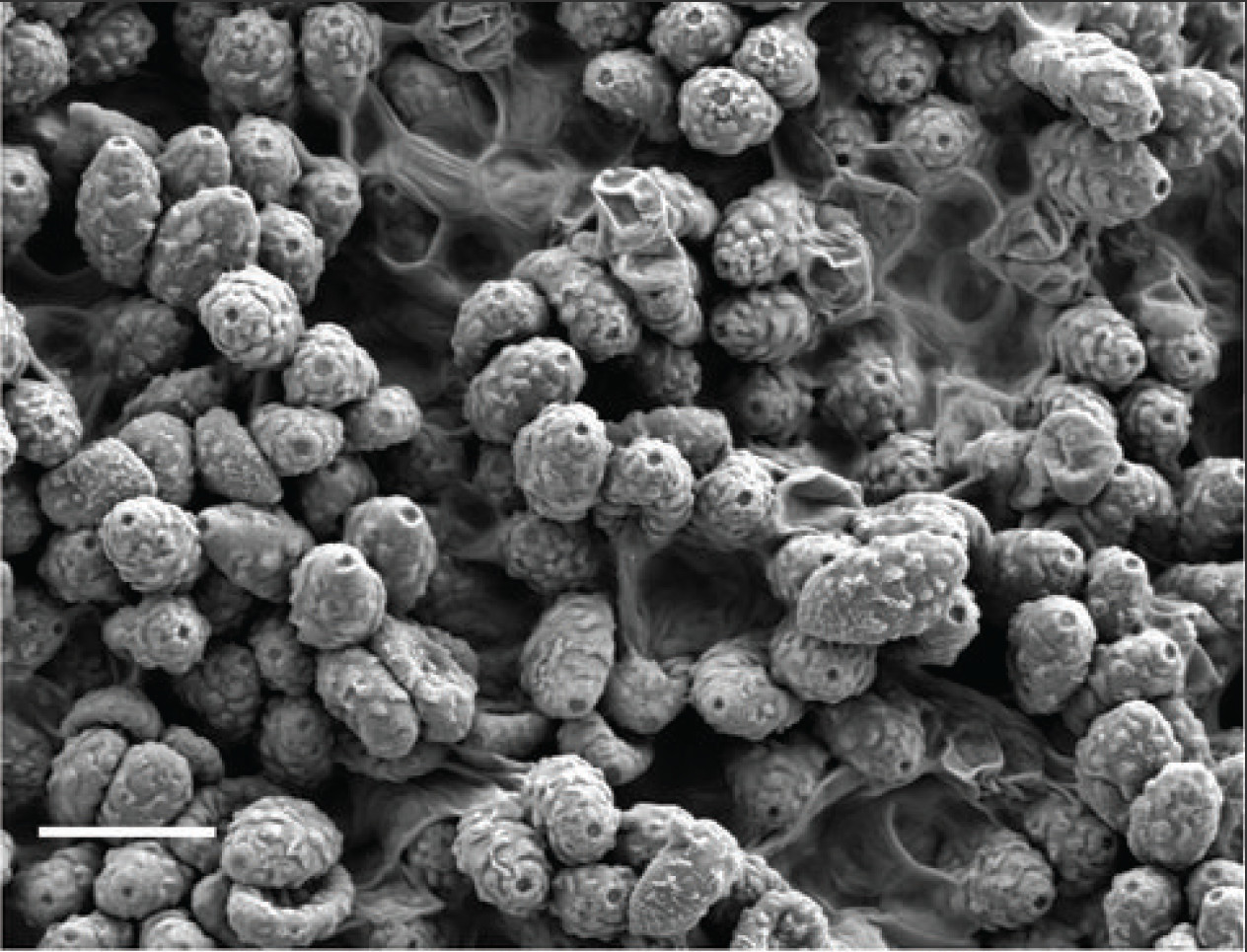
顕著な胚芽孔を有する疣贅胞子を示す、ヒメニウムの走査型電子顕微鏡写真。左下のスケールバーの長さは10μmを表す。

スポンギフォルマ・スクァレパンツィの子実体の色は明るいオレンジ色であり、形はほぼ球形から楕円形であり、大きさは幅3〜5 cm、高さ2〜3 cm程である。柄は無いが付け根の部分から中心まで伸びる無菌組織の小さな紐である初歩的なコルメラがある。子実体の表面には深い尾根があり、やや脳に似た折り目がある。スポンジのようでゴム状である。つぶすと元の形に戻る。
表面には不規則で比較的大きな空洞（小室）がある。空洞の内側には胞子を生成する組織がある。室の直径は2〜10 mm程である。室の尾根は淡いオレンジ色またはより明るくなっており、毛のような突起がある。子実体は、「漠然とフルーティーまたは強くかび臭い」と表現される強い匂いを持っている。3%の水酸化カリウムを滴下すると、組織は紫色に変色する。全体として、胞子は赤褐色または濃いマホガニー色である。食用キノコであるかは不明である。
胞子はアーモンドに似た形をしており、通常およそ10〜12.5μm×6〜7μm程の大きさで、壁の厚さは0.5〜1.2μmである。蒸留水を滴下すると、表面が粗くいぼ状になり、さびた茶色に見えるようになる。3%の水酸化カリウムを滴下すると胞子は淡いライラックグレー色になり、表面の装飾は腫れた膿疱を形成し、それが緩み溶解していく。また、胞子はメルツァー試薬で染色すると赤褐色になる。
棍棒状の担子器に付く長さ9.5μm程のステリグマの先端には4つの胞子が付いている。室の隆起は、直径4〜6μm程の直立した円筒形の菌糸の鎖と混合した直立した嚢胞を含んでいる。嚢胞はほぼ円筒形で、20〜60μm×4〜9μm程の大きさがある。真菌の菌糸にクランプ接続は見られない。

### 関連種
2009年に新たに記載された関連種スポンギフォルマ・タイランディカは、いくつかの点で「スポンギフォルマ・スクァレパンツィ」とは異なる。スポンギフォルマ・タイランディカは子実体が大きく、幅は5〜10 cm前後あり、高さは4〜7 cm前後ある。そのグレバは最初は淡い灰色がかったオレンジから茶色がかった灰色で、その後暗くなり、赤褐色または暗褐色になる。子実体からはコールタールのようなにおいがする。また、スポンギフォルマ・タイランディカには、表面のいぼがあまり目立たない胞子がある。

## 生息地と分布
「スポンギフォルマ・スクァレパンツィ」はマレーシアのボルネオ島北部にあるサラワク州のランビルヒルズ国立公園 (北緯4度20分 東経113度50分 / 北緯4.333度 東経113.833度)において地面で成長している事が発見された。この熱帯雨林は、年間約3,000ミリメートル程の雨が降り、平均気温はおよそ24〜32°Cである。
子実体の構造により、空気中の水分を吸収することが可能であり、子実体が乾燥するとすぐに復活する。種の独特の匂いは、胞子の分散が動物によって媒介されていることを示している可能性がある。